# نقص الألدوستيرونية
نقص الألدوستيرونية (بالإنجليزية: hypoaldosteronism)‏ هو مصطلح طبي يشير إلى انخفاض مستوى هرمون الألدوستيرون في الدم.
نقص الألدوستيرونية المعزول (بالإنجليزية: Isolated hypoaldosteronism)‏ هو حالة انخفاض مستوى الألدوستيرون من غير أي تغير في مستوى الكورتيزول. علما أن الهرمونين ينتجان في الغدة الكظرية.

## الأسباب
هناك عدة أسباب لنقص الألدوستيرونية منها قصور الكظر الأولي وفرط تنسج الكظرية الخلقي وأدوية مثل مدرات بول معينة ومضادات الالتهاب اللاستيرويدية والأدوية المثبطة للإنزيم المحول للأنجيوتنسين.
- قصور الكظر، وهو نادر:
  - قصور الكظر الأولي
  - فرط تنسج الكظرية الخلقي (الأنواع 21 و 11β ولكن ليس 17)
  - عوز سينثار الألدوستيرون
- نقص الألدوستيرونية ناقص رينين الدم (بسبب نقص في إنتاج أنجيوتنسين-2 وكذلك خلل في الغدة الكظرية):[2]
  - خلل الكلى، غالبا اعتلال الكلى السكري
  - مضادات الالتهاب اللاستيرويدية
  - سيكلوسبورين

## العلاج
يجب علاج نقص الألدوستيرونية بواسطة هرمون قشري معدني مثل فلودروكورتيزون وكذلك استعمال هرمون قشري سكري في حالة وجود نقص في الكورتيزول.
أما نقص الألدوستيرونية ناقص رينين الدم فهي حالة مقاومة للعلاج بفلودروكورتيزون. لكن يمكن لفرط ضغط الدم والاستسقاء أن يتسببان بمشاكل للمرضى، لذلك يجب استعمال مدرات بول مثل مدرات مجموعة الثيازيد مثل بندروفلوازيد ومدرات البول العروية مثل فوروسيميد من اجل معالجة فرط بوتاسيوم الدم.